# Böyükşormeer
Böyükşormeer (Azerbeidzjaans: Böyük Şor gölü) is een meer op het schiereiland Apsjeron in Azerbeidzjan.